# Església de Sant Antoni Abat (Vilanova i la Geltrú)
L'església de Sant Antoni Abat és una església parroquial barroca i neoclassicista de Vilanova i la Geltrú (Garraf). El campanar barroc està separat de l'església. Els dos elements estan protegits com a béns culturals d'interès local.

## Descripció
Edifici de planta basilical de tres naus, amb capelles laterals. Té dues façanes, una a la plaça de Sant Antoni i l'altra a la plaça de les Neus. Les cobertes són de volta de canó a la nau principal i d'arestes a les laterals. La façana de la plaça de Sant Antoni presenta quatre grans columnes de capitell compost, amb entaulament llis i frontó triangular. Té tres portes d'accés d'arc de mig punt, la del centre més elevada. A la part central d'aquesta façana hi ha una fornícula amb la imatge de Sant Antoni. La façana de la plaça de les Neus té un cos avançat amb obertures ogivals i de mig punt, una única porta d'accés a l'interior del temple, una rosassa i un frontó triangular de coronament.

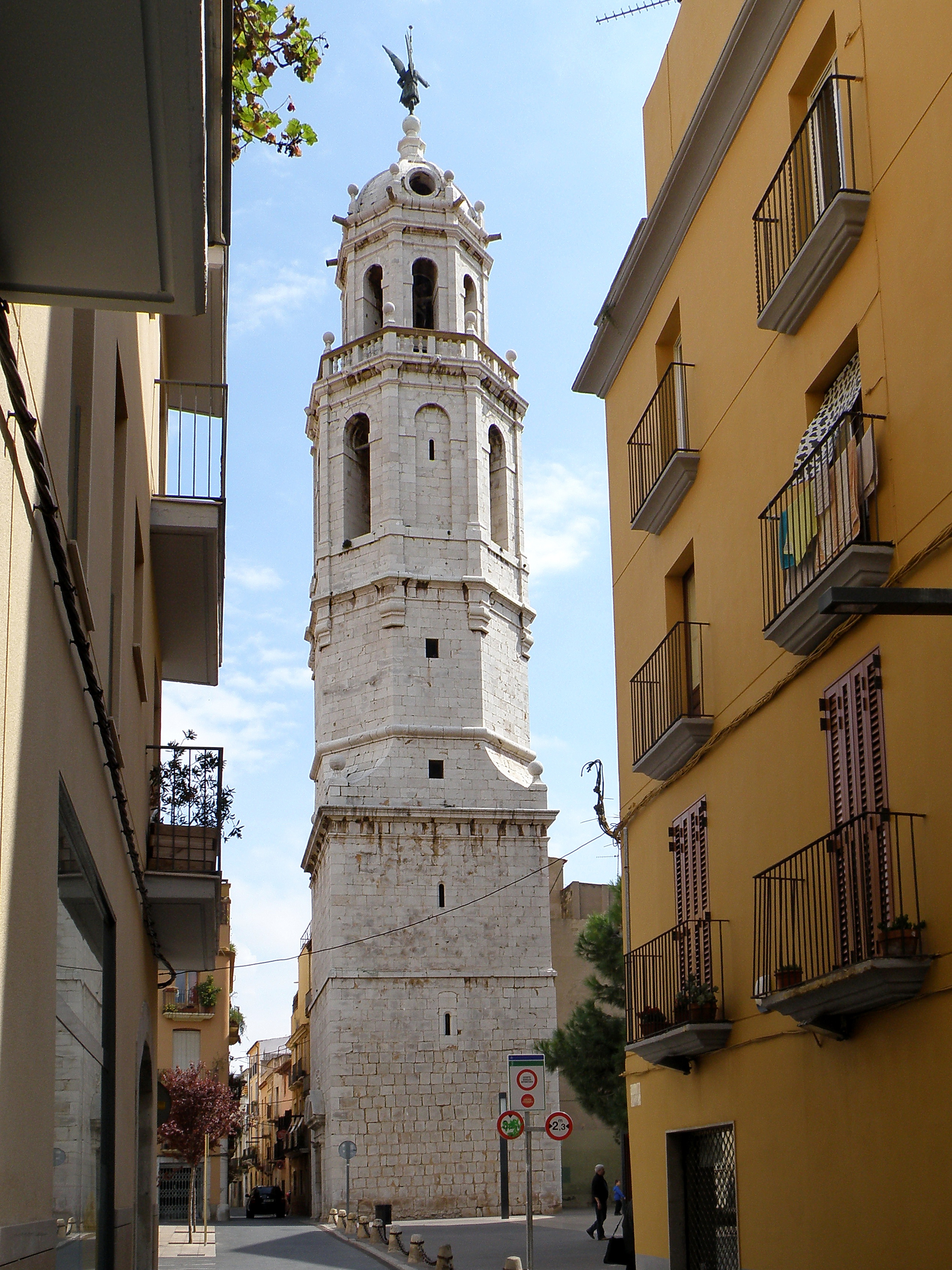
Campanar

El campanar és una construcció separada de l'església. la base és de planta quadrada i els cossos superiors vuitavats. A la base hi ha un corredor amb dues portes, una amb arc de mig punt i una altra allindanada, amb frontó circular trencat i un escut central amb la data de 1673. El corredor té la coberta dividida en tres parts, la central amb volta d'aresta, amb la inscripció de 1706 i les dels extrems amb volta de canó. El segon cos presenta vuit obertures d'arc de mig punt i s'acaba amb una balustrada i esferes de coronament. Aquest element es repeteix en tots els cossos. L'últim cos, també de vuit obertures, és més petit i està coronat per una cúpula. Està realitzat en carreus de pedra.

## Història
L'any 1663 s'acordà la construcció d'un nou temple parroquial en substitució del segle xiv. L'obra va començar per l'aixecament del campanar (1670-1706). Aquest es començà a bastir l'any 1671, un any després de realització del projecte per Fra Josep de la Concepció, i les obres foren supervisades per Joan Homs. Fra Josep de la Concepció efectuà tasques de direcció i correcció de les traces a finals de març de 1972.
El campanar, que està separat del temple, es va edificar en tres fases: la primera etapa constructiva durà fins al 1674, un cop acabat el portal. La segona etapa es desenvolupà entre els anys 1686 i 1688, i l'any 1693 es va iniciar el darrer període constructiu que, després de diverses interrupcions, va concloure definitivament el 1706. El campanar presenta tres volums: l'inferior és de planta quadrada i de construcció senzilla; mentre que els dos cossos superiors són octogonals i presenten una successió de finestrals d'arcs de mig punt rematats per una galeria de balustres. El cos superior és rematat per una cúpula, al seu torn coronada per una esfera metàl·lica i un àngel de bronze.

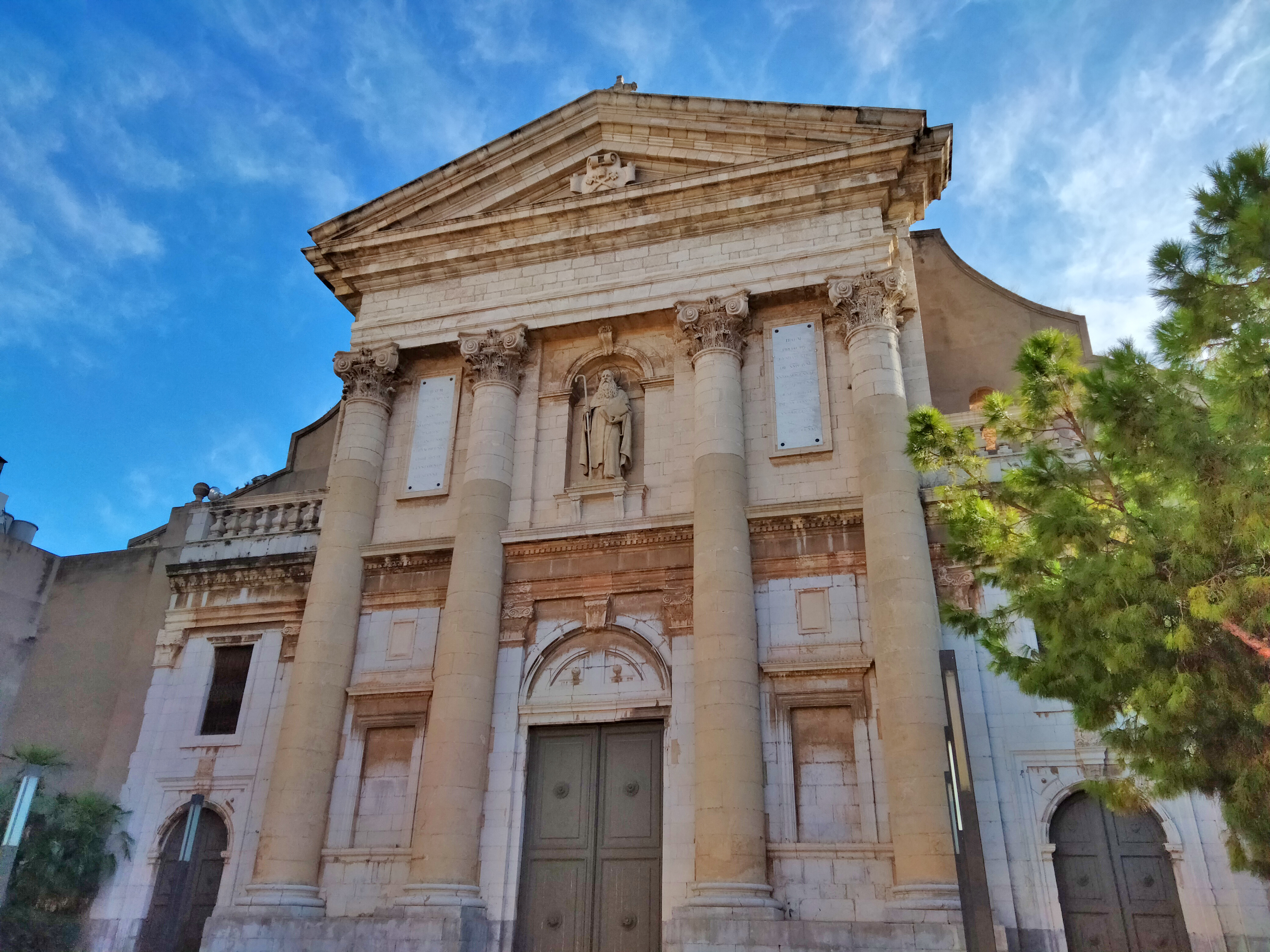
Façana nord, a la plaça de Sant Antoni

Quan s'havia d'iniciar la construcció de l'església, la guerra de Successió ajornà l'obra, que no començà fins al 1734. El 1771 es va beneir, quan encara no era acabada. El 1790 es reprengué la construcció i s'enderrocà l'antic temple. Les obres es van interrompre de nou el 1800. entre el 1826 i el 1830 s'hi tornà a treballar i el 1831 es tornà a beneir, un cop acabades les naus. La façana s'acabà el 1879. Durant la guerra del 1936 l'edifici va sofrir greus destrosses. La reconstrucció s'inicià en acabar la guerra i es prolongà fins al 1977, amb la intervenció a la façana de la plaça de les Neus.
L'àngel que coronà el campanar fins al 1936 era una peça de 2,7 m realitzada en coure per Joan Pau Coca, calderer que va seguir el modelat original de l'escultor Miquel Llavina.L'any 1996 s'hi va encimbellar un nou àngel.
La capella de música de l'església va ser dirigida, entre d'altres, pels mestres de capella Jeroni Parera i Mata, Antoni Oller i Fontanet (1861), Magí Sans i Bartomeu (1861-1918)

## Galeria

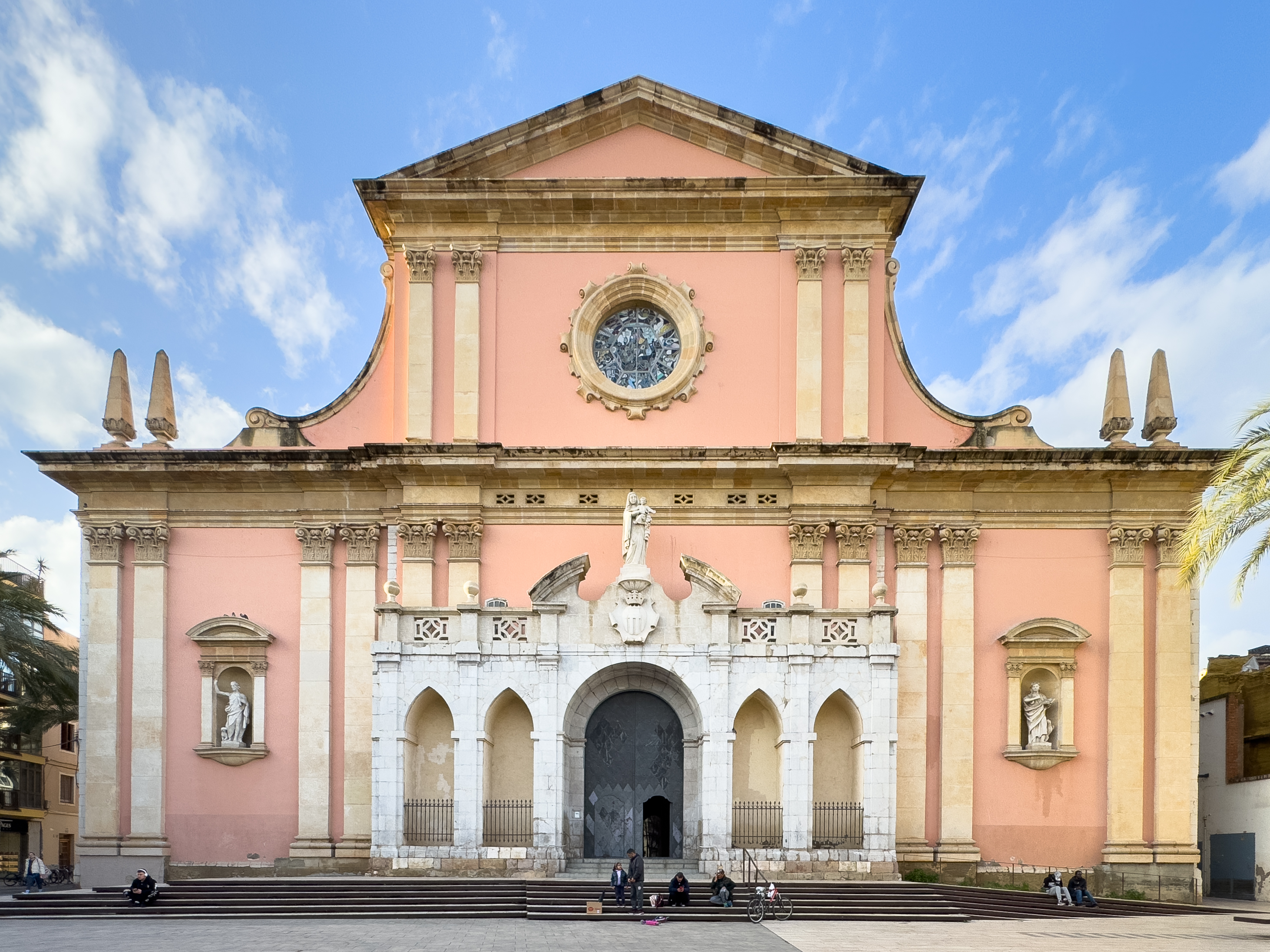
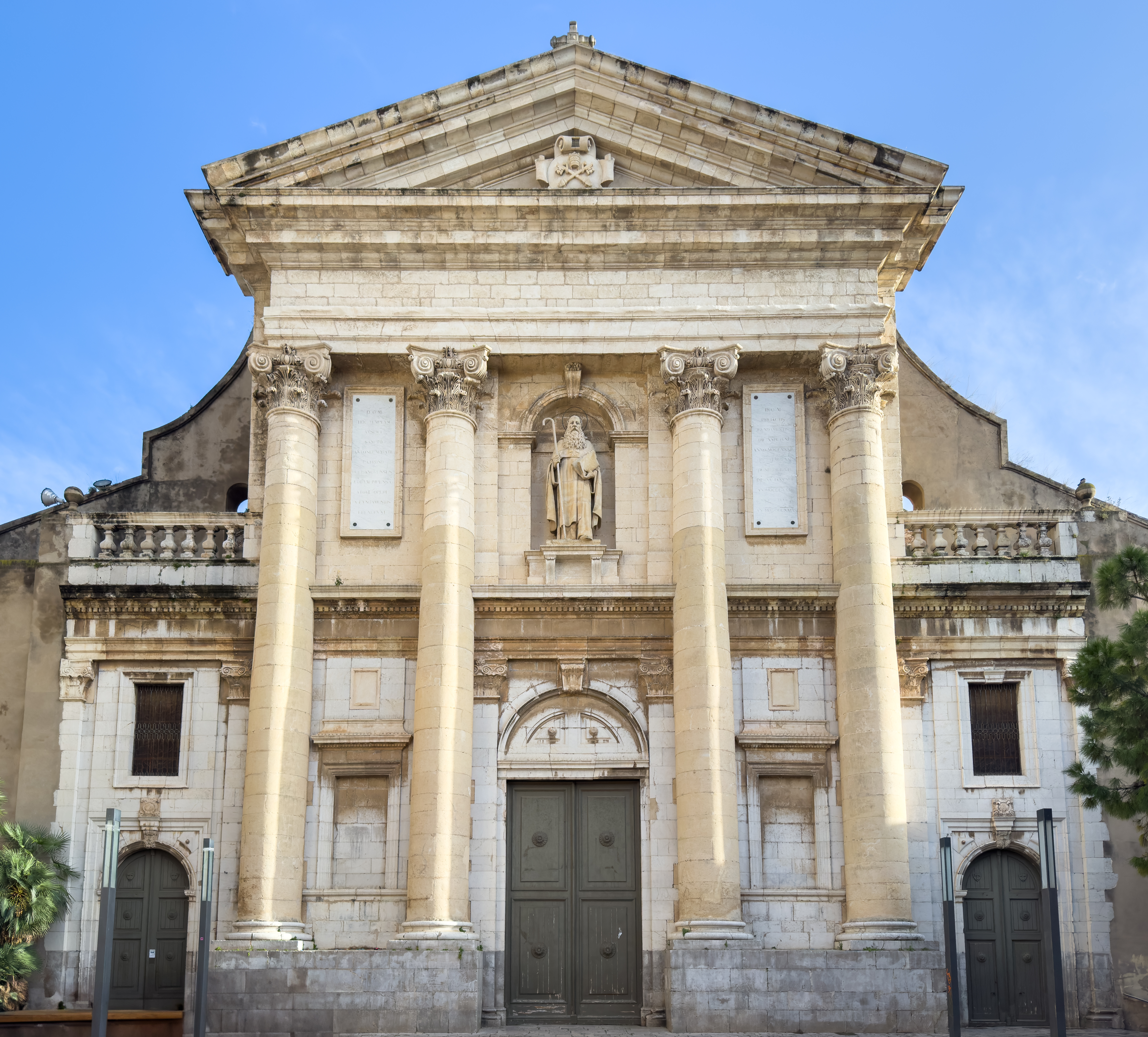
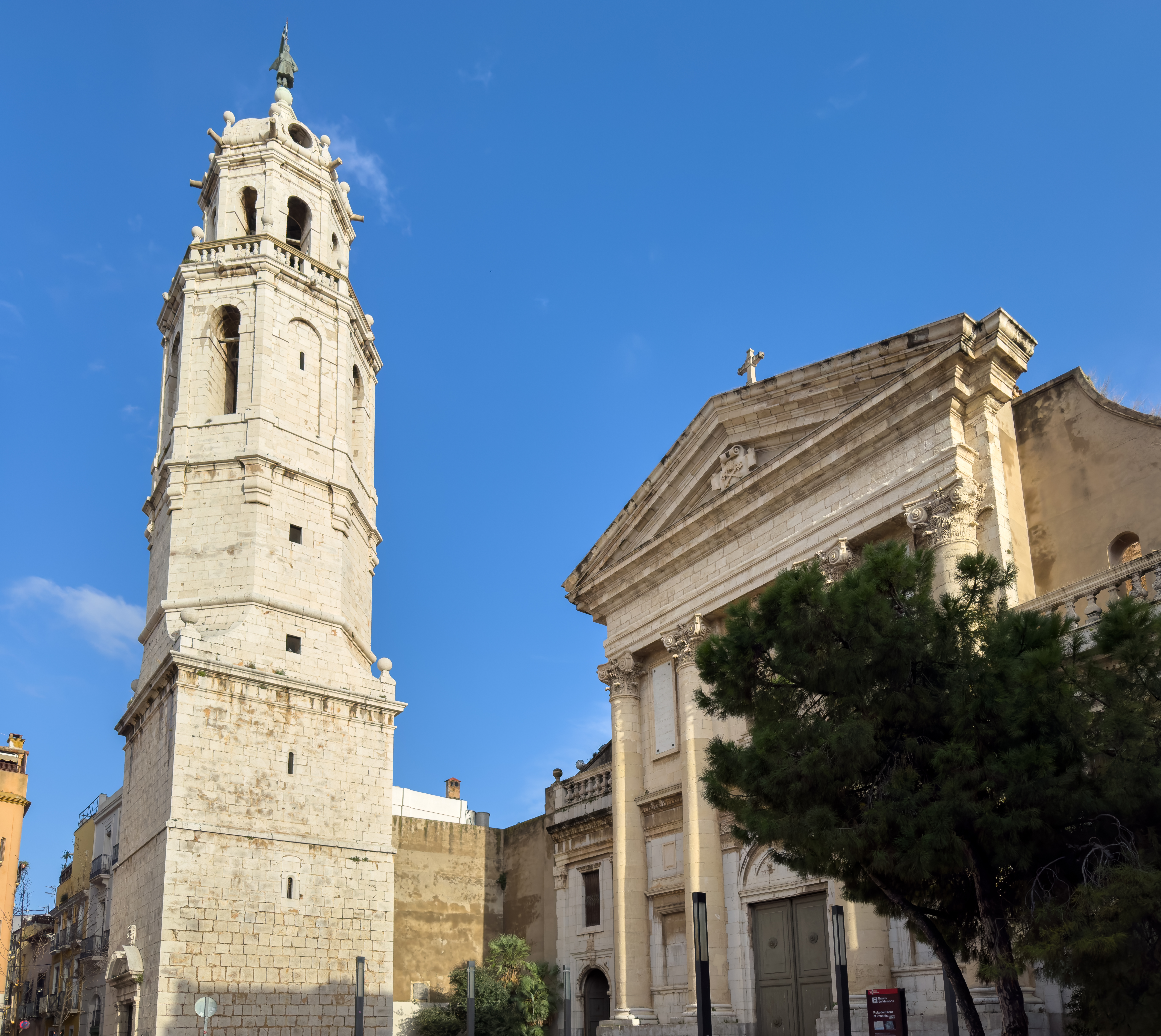
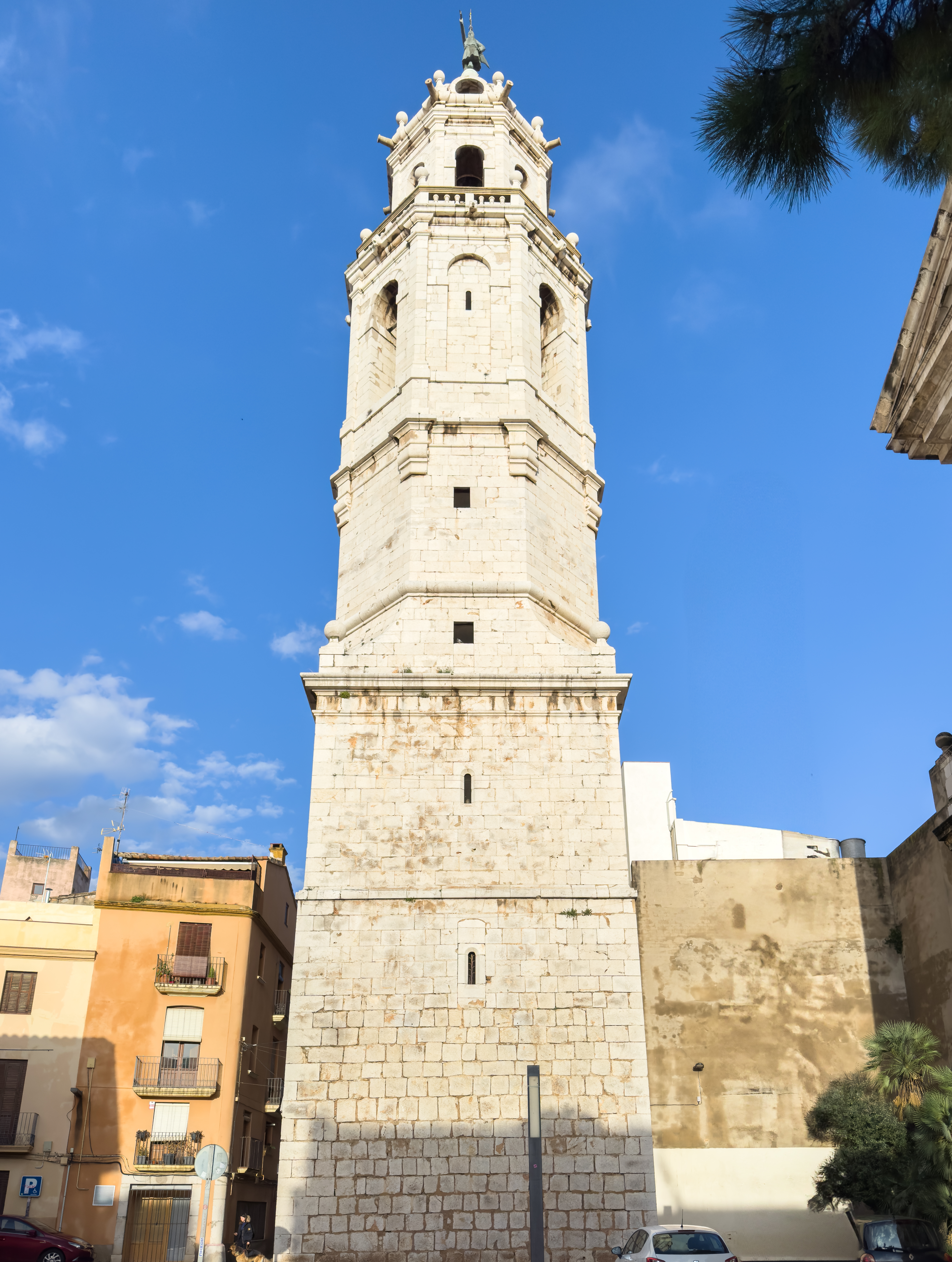
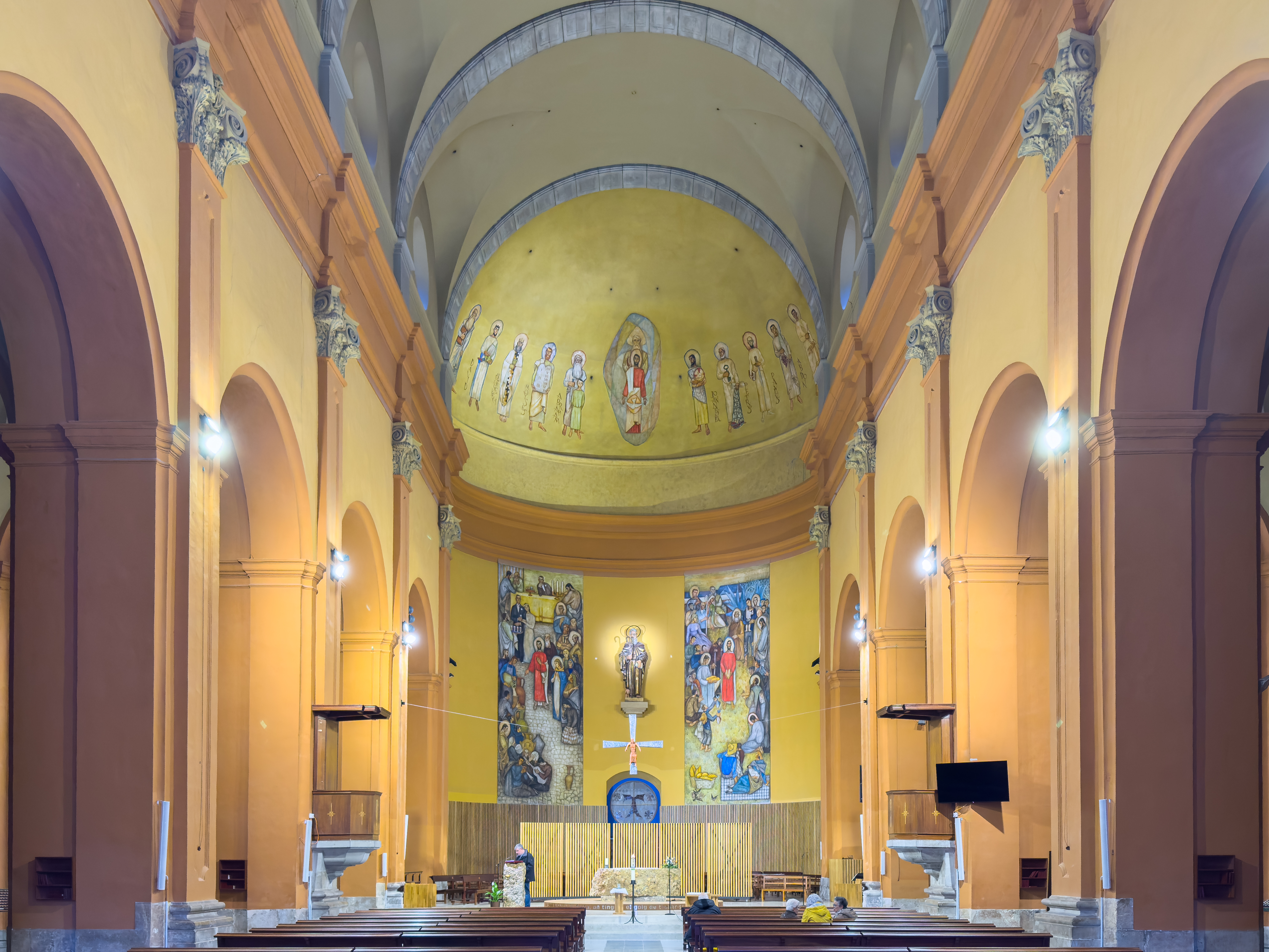
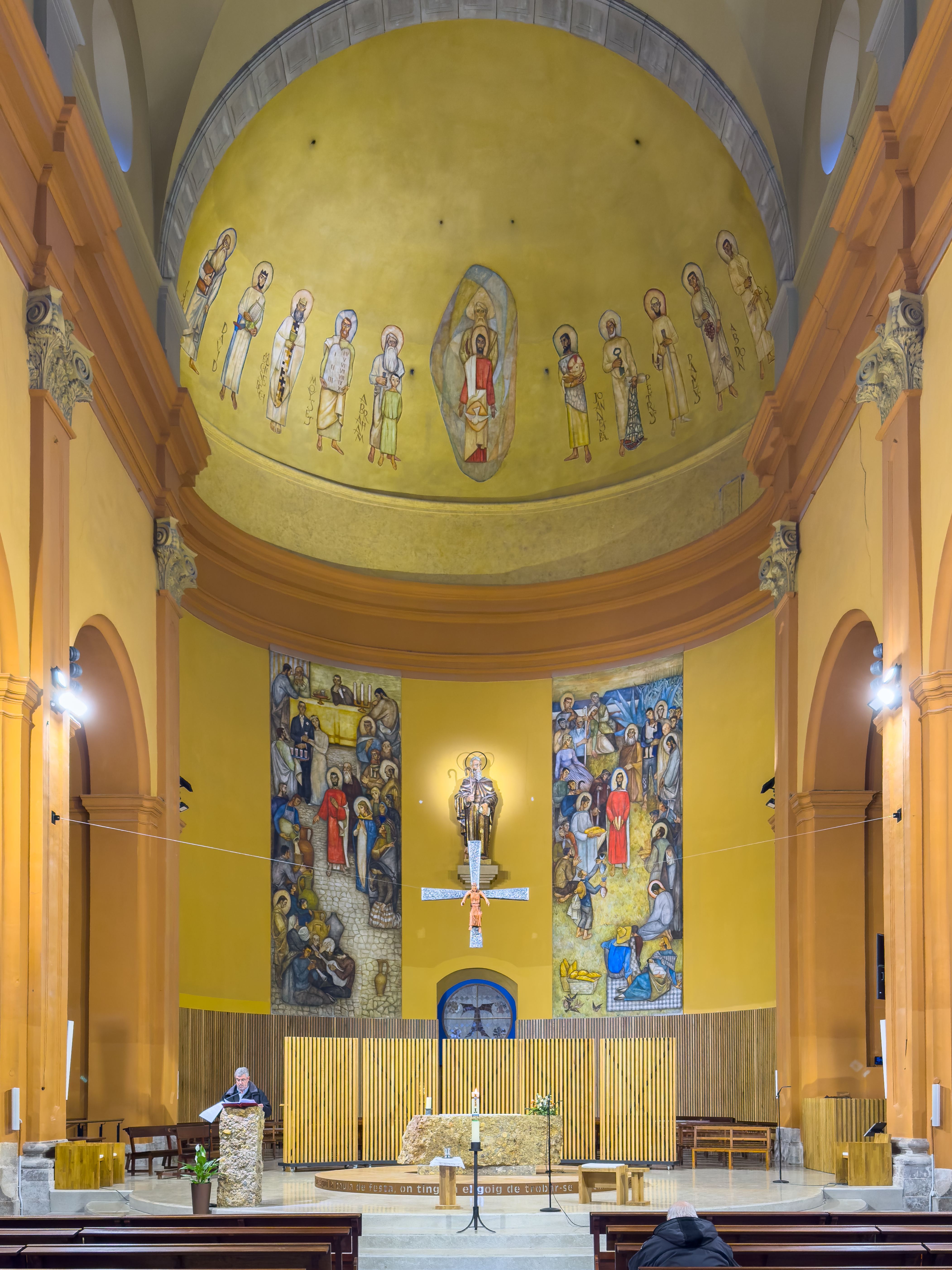